# 北布蘭奇 (密歇根州)
北布蘭奇（英語：North Branch）是位於美國密歇根州拉皮爾縣北布蘭奇鎮區的一個村。

## 人口
根據2020年美國人口普查的數據，北布蘭奇的面積為3.74平方千米，當中陸地面積為3.74平方千米，而水域面積為0.00平方千米。當地共有人口1096人，而人口密度為每平方千米293人。